# Justyna Opydo-Szymaczek
Justyna Opydo-Szymaczek (ur. 21 czerwca 1974) – polska stomatolożka, wykładowczyni Uniwersytetu Medycznego w Poznaniu (UMP).

## Życiorys
Justyna Opydo-Szymaczek w 1993 zdała maturę w IX Liceum Ogólnokształcącym w Poznaniu. W latach 1993–1998 studiowała na Wydziale Lekarskim II Akademii Medycznej im. Karola Marcinkowskiego w Poznaniu, otrzymując z wyróżnieniem dyplom lekarza stomatologa. W 2003 uzyskała tamże stopień naukowy doktora nauk medycznych w zakresie stomatologii na podstawie napisanej pod kierunkiem Marii Borysewicz-Lewickiej dysertacji Ocena zawartości fluorków w płynach ustrojowych u kobiet w ciąży. W 2006 otrzymała tytuł specjalistki w dziedzinie stomatologii dziecięcej. W 2015 habilitowała się na Uniwersytecie Medycznym w Poznaniu w dziedzinie nauk medycznych, specjalność stomatologia, przedstawiwszy dzieło Ocena ekspozycji na fluorki w środowisku życia z uwzględnieniem diety i środków stosowanych w profilaktyce stomatologicznej na podstawie badań laboratoryjnych i klinicznych. W 2023 uzyskała tytuł profesora nauk medycznych i nauk o zdrowiu w dyscyplinie nauki medyczne.
Od 2001 zawodowo związana z Katedrą i Kliniką Stomatologii Dziecięcej Uniwersytetu Medycznego w Poznaniu (wcześniej pod nazwą Zakład Stomatologii Dzieci i Młodzieży Instytutu Stomatologii Akademii Medycznej w Poznaniu). Prodziekan Wydziału Medycznego UMP w kadencji 2016–2020.
W 2020 „za zasługi w działalności na rzecz rozwoju medycyny oraz ochrony zdrowia publicznego” została wyróżniona Srebrnym Krzyżem Zasługi.